# Gare de Cugand
Gare de Cugand vasútállomás Franciaországban, Cugand településen.

## Vasútvonalak
Az állomást az alábbi vasútvonalak érintik:
- Clisson-Cholet-vasútvonal

## Kapcsolódó állomások
A vasútállomáshoz az alábbi állomások vannak a legközelebb:
- Gare de Clisson
- Gare de Boussay - La Bruffière